# Promenaea dusenii
Promenaea dusenii är en orkidéart som beskrevs av Rudolf Schlechter. Promenaea dusenii ingår i släktet Promenaea och familjen orkidéer. Inga underarter finns listade i Catalogue of Life.